# Strzępiak poszarpany

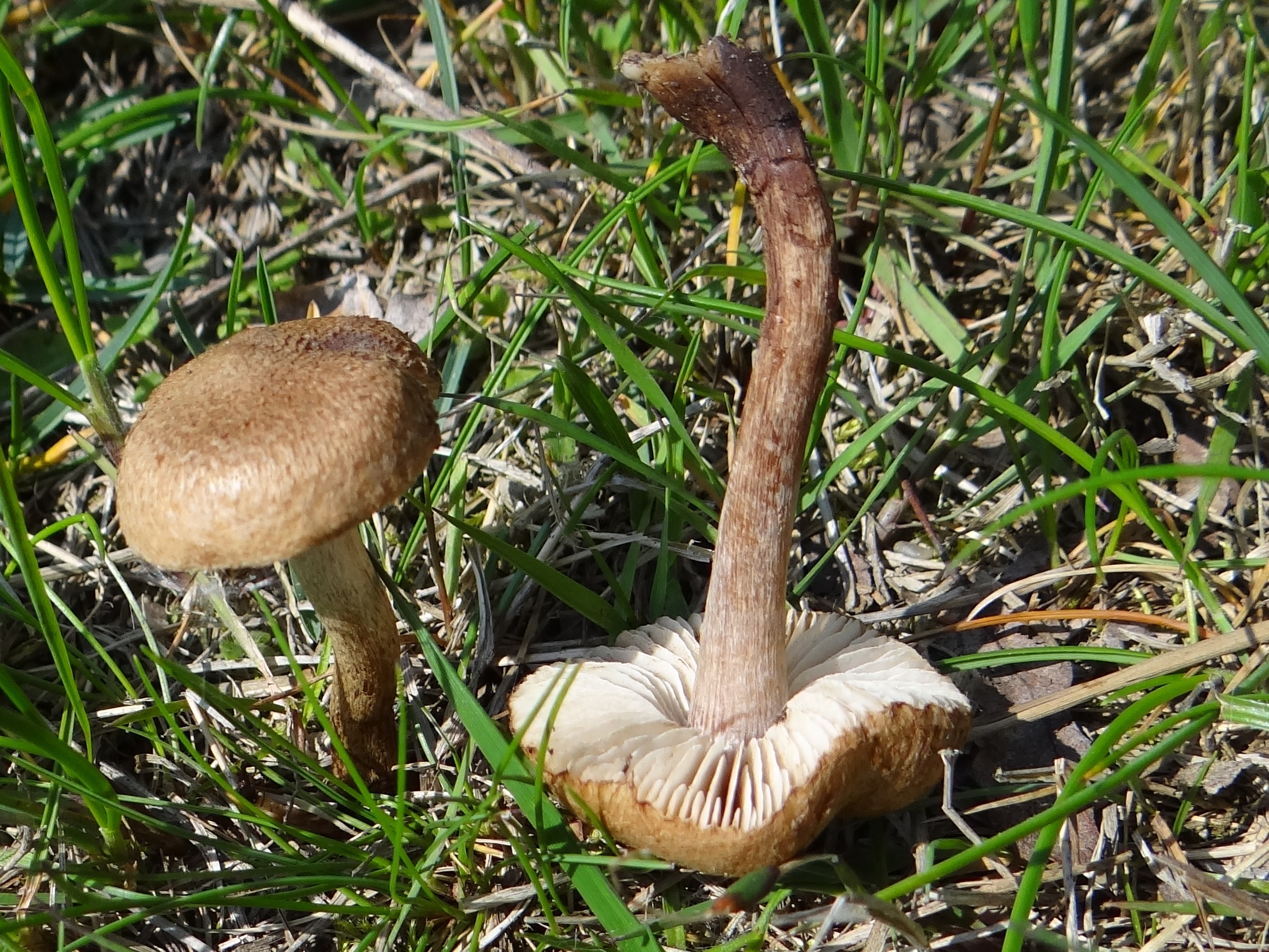

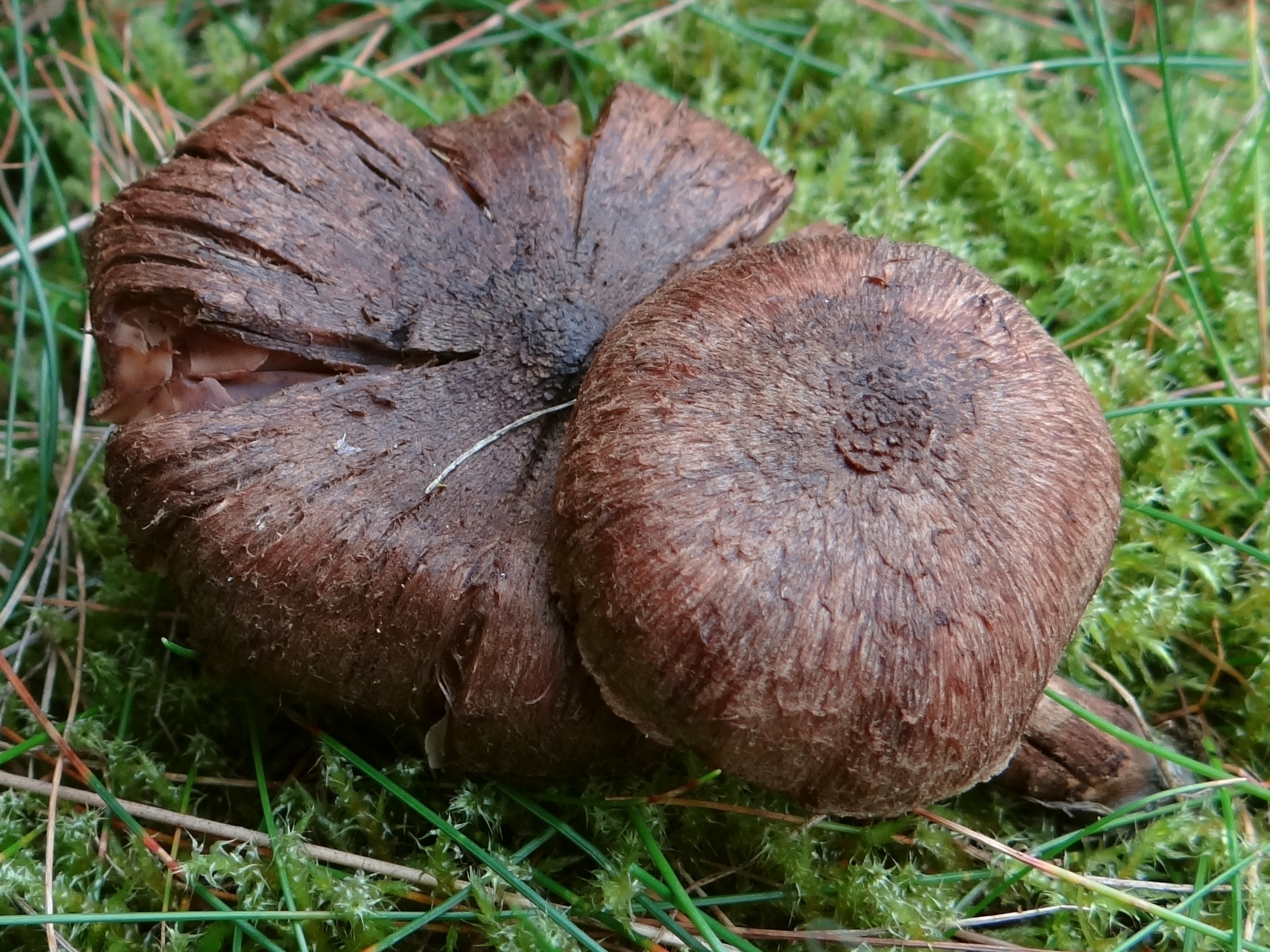

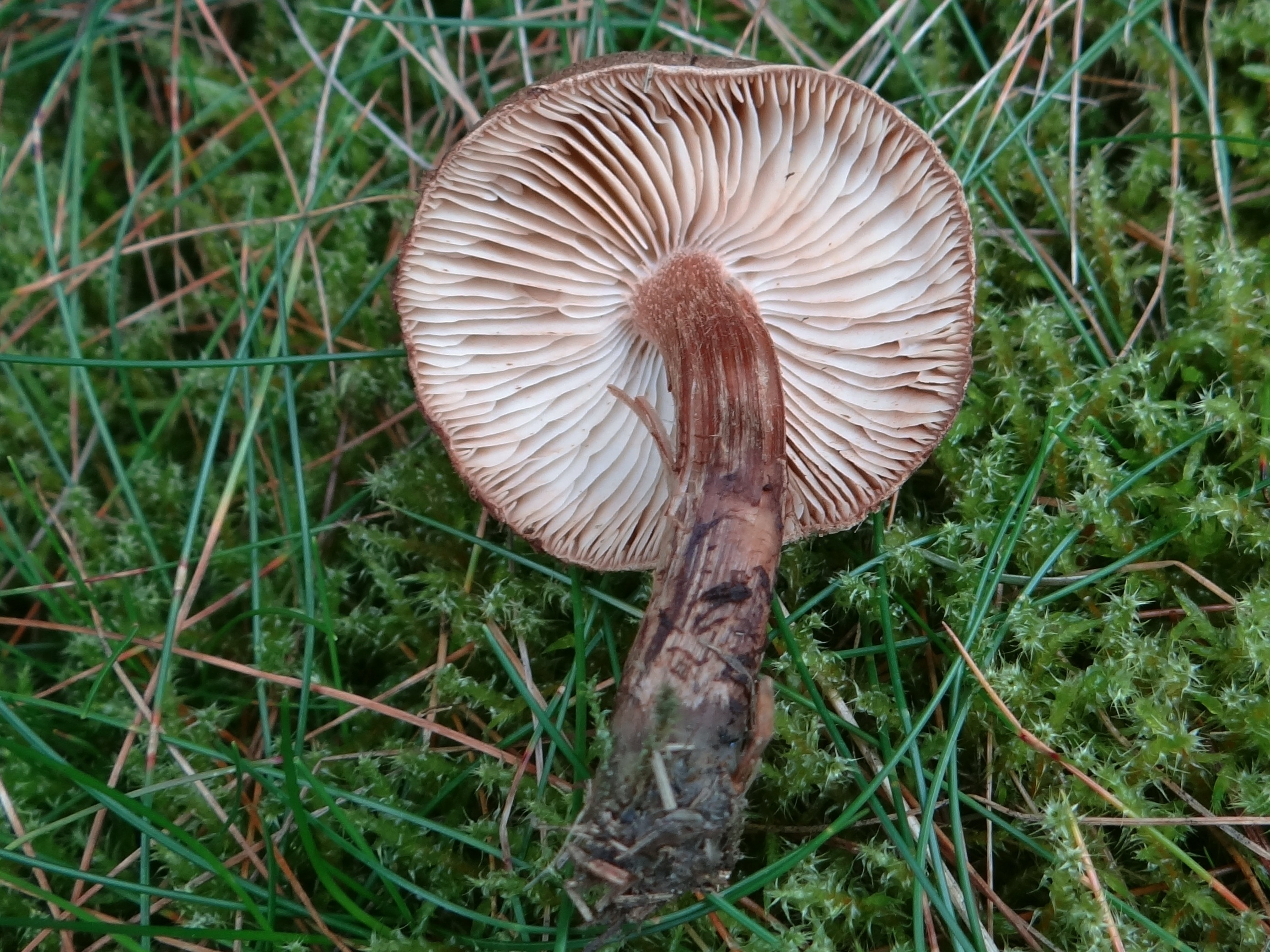

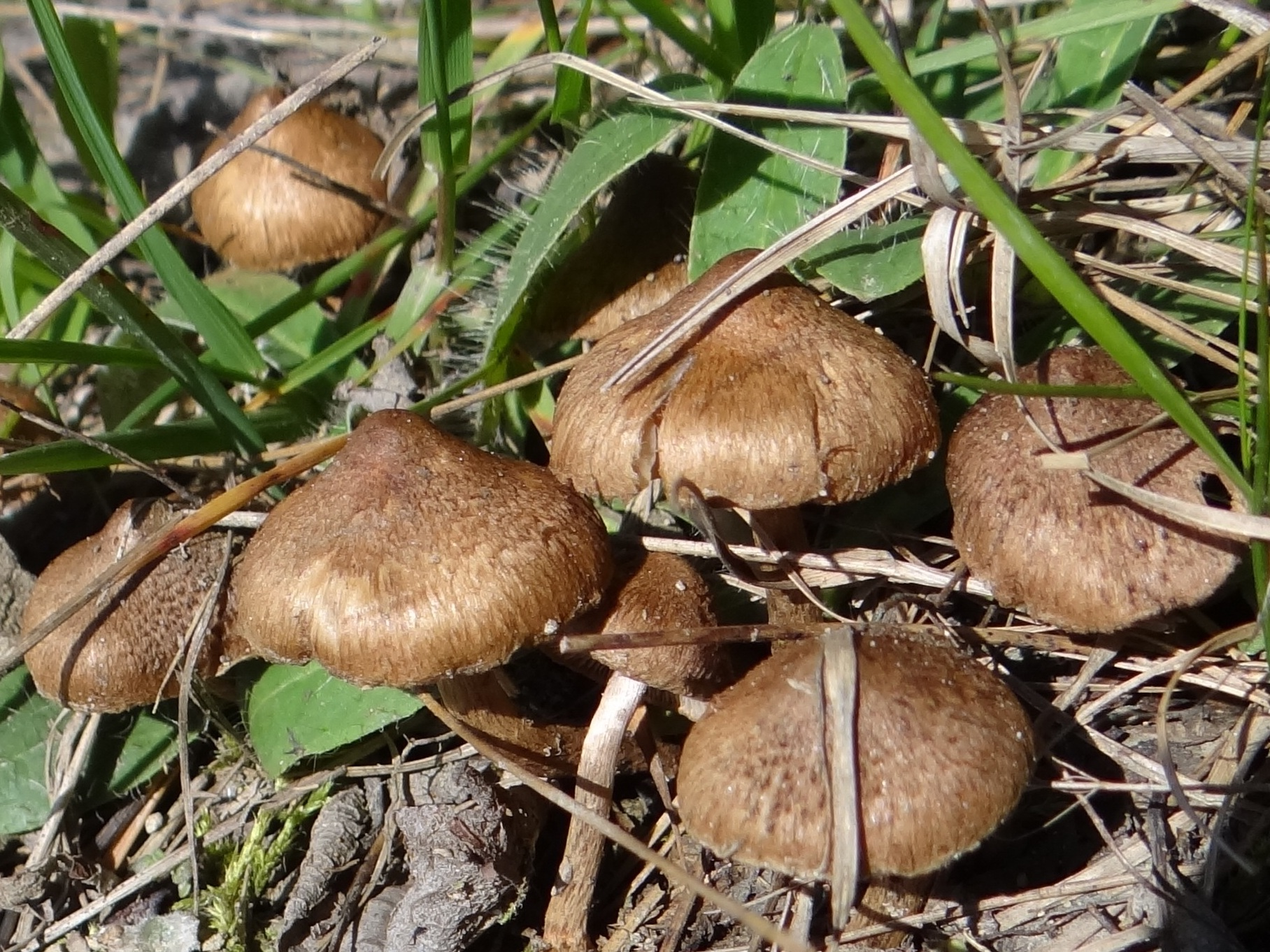
Owocniki pojawiają się już w maju, często grupkami

Strzępiak poszarpany (Inocybe lacera (Fr.) P. Kumm.) – gatunek grzybów z rodziny strzępiakowatych (Inocybaceae).

## Systematyka i nazewnictwo
Pozycja w klasyfikacji: Inocybaceae, Agaricales, Agaricomycetidae, Agaricomycetes, Agaricomycotina, Basidiomycota, Fungi według Index Fungorum.
Pozycja w klasyfikacji według Index Fungorum: Inocybe, Inocybaceae, Agaricales, Agaricomycetidae, Agaricomycetes, Agaricomycotina, Basidiomycota, Fungi.
Po raz pierwszy takson ten zdiagnozował w 1821 r. Elias Fries nadając mu nazwę Agaricus lacerus. Obecną, uznaną przez Index Fungorum nazwę nadał mu w 1871 r. P. Kumm., przenosząc go do rodzaju Inocybe.
Niektóre synonimy naukowe:

- Inocybe lacera var. helobia Kuyper 1986
- Inocybe lacera var. lacera (Fr.) P. Kumm. 1871
- Inocybe lacera var. regularis Kuyper 1986
- Inocybe lacera var. rhacodes (J. Favre) Kuyper 1986
- Agaricus lacerus Fr. 1821
- Inocybe lacera f. heterospora J. Favre ex Bon 1988
- Inocybe lacera f. subsquarrosa F.H. Møller 1945

Nazwę polską podał Stanisław Chełchowski w 1898 r., używał też nazwy bedłka poszarpana.

## Morfologia
Kapelusz
Średnica 1–6 cm, u młodych okazów stożkowato-wypukły z niewielkim tępym garbkiem, u starszych płaski. Brzeg kapelusza podwinięty, później wyprostowany. Powierzchnia sucha, u młodych okazów gładko-włóknista u starszych włókienkowata, na koniec włókienkowato-łuseczkowata. Łuseczki często (zwłaszcza na szczycie kapelusza) odstające. Kolor od szarobrązowego przez ochrowobrązowy do brązowego. Na brzegu długo utrzymują się resztki zasnówki.
Blaszki
Młode brudnobiałe, starsze mięsnobrązowe, na koniec brązowe. Ostrza blaszek jaśniejsze. Przy trzonie są zatokowato wycięte.
Trzon
Wysokość 3–5 cm, grubość 3–5 mm, walcowaty, pełny, bez bulwy, czasami o nieco zwężonej podstawie. Powierzchnia tej samej barwy co kapelusz, lub nieco jaśniejsza i pokryta drobnymi włókienkami.
Miąższ
W kapeluszu ma kolor biały do białokremowego, w trzonie jest brązowawy. Ma delikatny smak i zapach podobny do spermy.
Cechy mikroskopowe
Wysyp zarodników brązowy. Zarodniki gładkie i silnie wydłużone, czasami posiadające niewielki dzióbek. Czasami zdarzają się zarodniki z nieregularnymi wklęśnięciami. Rozmiar: 11-16(18) × 14,5-5,5(7,5) μm. Metuloidy o wrzecionowatym kształcie i rozmiarach: 50-65 × 12–20 μm.
Gatunki podobne
- strzepiak rzepowaty (Inocybe napipes). Różni się promieniście włóknistym kapeluszem i wyraźną bulwą na trzonie[5].
- strzępiak słodkogorzki (Inocybe dulcamara). Kapelusz ma odcień oliwkowy i nie posiada postrzępionych, odstających włókienek[5].
- strzępiak wełnisty (Inocybe lanuginosa). Ma ciemniejszy kolor i trzon pokryty włóknami i łuskami. Rośnie w wilgotnych miejscach[5].

## Występowanie i siedlisko
Występuje głównie na półkuli północnej, najwięcej stanowisk podano z Ameryki Północnej i Europy, ale występuje także w Azji i w południowo-wschodniej Australii. Owocnikuje od maja do października.
Rośnie głównie w lasach iglastych i mieszanych, na obrzeżach dróg, na glebie piaszczystej lub gliniastej, czasami na wypaleniskach. Typowym miejscem jego występowania jest naga, osypująca się ziemia na obrzeżach dróg, szczególnie biegnących w wąwozach. Jest gatunkiem piaskolubnym (psammofil), często można go było spotkać na Pustyni Błędowskiej. W odróżnieniu od większości grzybów jego owocniki często pojawiają się w miejscach suchych, słonecznych i podczas upalnych dni. W Polsce występuje na obszarze całego kraju i jest pospolity.

## Znaczenie
Grzyb mykoryzowy. Dla ludzi grzyb trujący; zatrucia muskarynowe.